# Rossella (miniserie televisiva)
Rossella (Scarlett) è una miniserie televisiva in quattro puntate del 1994 diretta da John Erman e liberamente ispirata al romanzo omonimo del 1991 scritto da Alexandra Ripley come seguito del romanzo Via col vento di Margaret Mitchell del 1936. La serie è stata girata in 53 location negli Stati Uniti e all'estero e vede protagonisti Joanne Whalley nel ruolo di Rossella O'Hara, Timothy Dalton in quello di Rhett Butler e Sean Bean in quello di Lord Richard Fenton.
Prodotta da RHI Entertainment in co-produzione con Beta Film, Silvio Berlusconi Communications e TF1, è stata l'evento televisivo dell'anno 1994, trasmessa in contemporanea dalle televisioni di oltre 20 paesi nel mondo a partire dal 13 novembre 1994.

## Trama
La storia, ambientata ad Atlanta, Stati Uniti, nel 1873, riprende dalla separazione di Rossella O'Hara e Rhett Butler dopo la morte di Melania.

### Parte I
Durante il funerale di Melania si verifica un acceso e spiacevole diverbio tra Rossella e Lydia Wilkes, sorella di Ashley. Dai gesti delle due donne deriva un piccolo scandalo che mina ancor di più la rispettabilità di Rossella, già profondamente compromessa dalle notizie circolanti sulla sua relazione con Ashley.
Per sfuggire ai pettegolezzi, Rossella fa ritorno a Tara, dove scopre che Mami è gravemente malata. La piantagione versa inoltre in stato di semiabbandono perché Susele e il marito Will non hanno le risorse necessarie per i lavori di manutenzione. Alla presenza di Rossella, la vecchia governante esprime il desiderio di rivedere per l'ultima volta Rhett Butler: per esaudire il suo ultimo desiderio, Rossella invia un telegramma a Rhett firmandosi con il nome del marito di Susele, avvisandolo delle condizioni di Mami.
Rhett si precipita a Tara e riesce a salutare Mami prima che questa muoia, ma si accorge dello stratagemma di Rossella e la rimprovera duramente, ribadendo che non vuole più stare con lei e chiedendole il divorzio.
Ashley Wilkes, nel frattempo, dirige la segheria che ha acquistato da Rossella. Ma purtroppo, a causa della scarsità di costruzioni nel luogo, l'attività non rende bene come un tempo e Ashley rischia di fallire. A causa di questo e della morte della moglie, l'uomo cade in preda all'alcolismo e alla depressione. Rossella, impietosita dalla situazione del caro amico, decide di intervenire commissionando costruzioni al suo vecchio sorvegliante Samuel "Big Sam" O'Hara, ora un grosso imprenditore edile, ponendo come condizione che il legname necessario venga ordinato dalla segheria di Ashley.
Soddisfatta dell'aiuto dato ad Ashley, Rossella decide di andare a Charleston per trovare Rhett. I due hanno diversi battibecchi ma sopportano la convivenza per non deludere la madre di Rhett, Eleanor, convinta che il figlio abbia un matrimonio felice. Durante una gita in barca, i due rischiano la vita a causa di una tempesta e trovano rifugio in un casolare, dove vengono presi dalla passione. Rhett si rende conto di aver commesso un errore e di aver illuso Rossella, e decide di lasciare la città. La donna, nel frattempo, viene vista mentre entra con Ashley Wilkes nella stanza d'albergo di quest'ultimo e per fuggire alle malelingue è costretta a partire da Charleston e rifugiarsi a Savannah, in visita al nonno materno, dove cerca di conoscere i fratelli di suo padre. Ma tutto senza abbandonare i propri propositi di riconquistare Rhett, forte del fatto che aspetta un figlio frutto della loro notte di passione nel casolare.

### Parte II
Rossella arriva a Savannah e viene ricevuta freddamente dal nonno materno, che non ha mai digerito il matrimonio della figlia prediletta con un uomo rozzo come Gerald O'Hara. Nei giorni seguenti, Rossella cerca e rintraccia i fratelli di suo padre e stringe con loro un buon rapporto. Ma durante la festa organizzata per celebrare l'evento, Rossella perde i sensi per via della gravidanza.
Rhett approfitta delle voci che circolano sulla relazione tra Rossella e Ashley per chiedere un divorzio giudiziale. Rossella, nel frattempo, cerca di ricomprare la parte di Tara che la sorella Carreen ha ceduto al convento quando vi è entrata come novizia, e deve convivere con il nonno che la sopporta a fatica. Rossella rifiuta la proposta del nonno che la vorrebbe nominare erede in cambio della sua obbedienza e assistenza, e subito dopo riceve la lettera di Rhett che le chiede formalmente il divorzio. A questo punto Rossella si convince che il modo migliore per riconquistare Rhett è fargli sentire la sua mancanza e per questo sceglie di andare in Irlanda, terra di origine degli O'Hara. In America, intanto, Rhett Butler corteggia con successo Anne Hampton, responsabile dello scoppio dello scandalo che ha costretto Rossella a fuggire in Europa.
Arrivata in Irlanda, Rossella trova una realtà diversa da quella che immaginava: assiste impotente alla scena di una donna che viene sfrattata perché non poteva pagare l'affitto ad un possidente inglese. Accolta in modo caloroso dai parenti, Rossella convince il cugino Colum, un sacerdote, di non rivelare il suo stato di divorziata in attesa di un bambino, convincendolo a coprire la sua menzogna e a fingersi vedova. Rossella visita la proprietà semidiroccata della sua famiglia e qui conosce Lord Richard Fenton, nobiluomo inglese e proprietario della proprietà di famiglia degli O'Hara.
Durante una notte, Rhett consuma un rapporto sessuale con Anne e per questo sceglie di sposarla per salvarne l'onore, nonostante i tentativi di Bella, la prostituta sua confidente, di dissuaderlo.
Rossella riesce a convincere Lord Fenton a venderle la proprietà di famiglia e assume molti contadini del posto per lavorarci e ristrutturarla. Inoltre affitta le terre a poco prezzo guadagnandosi così la fiducia della popolazione locale. Inizia anche a frequentare sempre più assiduamente Lord Fenton, ignorando che questi è in realtà un uomo violento e sadico che abusa della sua serva, Mary Boyle. A tre settimane dalla data del parto, Rossella riceve la comunicazione che Rhett si è sposato con Anne: lo shock è talmente violento che le contrazioni iniziano prematuramente. Durante il parto sorgono delle complicazioni che rendono necessario un cesareo.

### Parte III
Nonostante le complicazioni durante il parto, la bambina di nome Katie nasce sana e Rossella non riporta gravi conseguenze; un anno dopo la nascita, gli O'Hara festeggiano con una grande festa il primo compleanno della bambina. Quasi contemporaneamente, Rhett e Anne festeggiano il loro primo anniversario di matrimonio con una cena alla quale partecipa anche Eleanor. Durante la cena, Rhett annuncia l'intenzione di fondare un allevamento di cavalli e invita la moglie a seguirlo in Inghilterra e in Irlanda alla ricerca di uno stallone di alto livello per dare vita alla sua scuderia.
Rossella continua a frequentare Lord Fenton e progetta di visitare una fiera di cavalli per comprare un animale. Mentre discute al riguardo con Padre Colum, questi le rivela di far parte di una società segreta avente come scopo l'indipendenza dell'Irlanda dall'Impero britannico.
Alla fiera di cavalli, Rhett e Rossella si incontrano per caso e durante un tè il collaboratore di Rhett invita Rossella ad una battuta di caccia alla volpe. Rhett apprende che Rossella ha mentito, dichiarando di essere vedova, e accetta di stare al gioco, convincendo la moglie Anne a fare altrettanto. Durante la battuta di caccia, Rossella cade dal cavallo e viene riportata in casa: qui incontra Anne che le rivela di essere incinta. Rossella è colpita a tal punto dalla notizia che se ne va senza salutare Rhett.
Rossella si reca a Dublino accompagnata da Lord Fenton. Qui incontra il viceré, e dopo un breve incontro con Rhett, lei e Lord Fenton si concedono una notte di passione. Al risveglio, Rossella riceve una visita e cerca di nascondere la presenza di Fenton nella sua stanza, ma il nobiluomo inglese si rivela palesemente causando l'ira di Rossella, che lo caccia dalla sua stanza. Nel frattempo, la donna riceve una lettera da Tara che le comunica che Susele è gravemente malata a causa della gravidanza e dà ordine di preparare il suo ritorno negli Stati Uniti, scegliendo di lasciare la figlia in Irlanda.
Arrivata in America, Rossella assiste Susele nel suo letto di ospedale dopo il parto. Un giorno riceve la visita di Ashley, che nel frattempo ha scoperto che lei era l'artefice della grande commissione di legname che lo salvò dal fallimento. Susele guarisce e Rossella le promette che il bambino appena nato, Gerald, diventerà padrone di Tara. Rossella sistema i suoi affari in America e torna nuovamente in Irlanda.
Arrivata in Irlanda, viene accolta calorosamente dalla popolazione e il cugino Colum le rivela con grande tristezza di essersi innamorato di lei. Rhett, nel frattempo, passa le notti insonni ammirando i suoi cavalli, indispettendo la moglie che teme che il comportamento del marito sia dovuto al nuovo incontro con Rossella.
Colum minaccia Fenton di rivelare dei suoi abusi sulla servitù a Rossella se questi non accetterà di aiutare Mary Boyle, che durante un abuso è stata messa incinta. Fenton, non sopportando l'idea di essere ricattato, uccide Colum e scarica il suo corpo in un bosco.

### Parte IV
Al funerale di Colum O'Hara si presenta anche Lord Fenton che fingendosi costernato invita Rossella a seguirlo in Inghilterra e la donna accetta. Messa al corrente della notizia la serva Mary chiede a Rossella di poter andare con lei in Inghilterra, in modo da poter partorire il bambino al riparo dagli occhi delle persone che la conoscono ed evitando quindi lo scandalo, Rossella accetta ignorando che il padre del bambino è proprio Lord Fenton.
Negli USA Anne si ammala gravemente contraendo la febbre gialla e dopo una breve agonia muore insieme al figlio che portava in grembo, rendendo Rhett vedovo.
Fenton scopre che Rossella ha portato come serva la ragazza da cui aspetta un figlio e la minaccia intimandole di andarsene, ma la ragazza insiste affermando che se ne andrà solo quando potrà pagarsi un biglietto per l'America. Rossella viene invitata a cena dalla famiglia di Fenton ma è irritata dal disprezzo di questi verso l'Irlanda e gli irlandesi. Dopo la cena Richard Fenton cerca di abusare di Rossella rivelandosi un individuo instabile e violento, pochi giorni dopo i due vengono a lite e Rossella viene picchiata e violentata da Richard che le confessa di essere il padre del figlio della serva Mary e di aver ucciso il cugino Colum O'Hara. Dopo aver subito la violenza Rossella si risveglia trovando il corpo di Richard Fenton morto con un pugnale nel petto.
Rossella viene imprigionata con l'accusa di aver ucciso Lord Fenton, la notizia raggiunge in breve anche Rhett Butler che decide di partire per Londra per andare ad incontrarla. Rhett decide di offrire a Rossella tutto l'aiuto possibile, cercando di convincere il migliore avvocato di Londra a prendere le sue difese, ma il caso è complicato dalla possibilità che il precedente omicidio commesso da Rossella durante la guerra di secessione (il soldato nordista che in Via col vento cercò di derubarla e violentarla) possa diventare di dominio pubblico. Rhett incontra Rossella in prigione e la donna confida all'ex-marito di sospettare che l'omicidio sia opera della serva Mary, nel frattempo fuggita. Rossella inoltre rivela a Rhett che Katie è sua figlia.
Il giorno del processo Rossella si dichiara non colpevole ma il suo avvocato (nonostante sia il migliore di Londra) è in difficoltà per via del fatto che le prove sembrano essere tutte contro di lei. Uscendo dall'aula Rhett e l'avvocato incontrano Mary e la inseguono cercando di convincerla a testimoniare al processo, ma la ragazza è talmente sconvolta che tenta il suicidio gettandosi da un ponte ma Rhett riesce a salvarla. Quando Mary si riprende viene avvisata dai medici di essere fuori pericolo ma di aver perso il bambino.
Rhett va a trovare Mary in ospedale e tenta nuovamente di convincerla a testimoniare, ma la trova in stato confusionale e desiste dai suoi propositi. Lo stesso giorno una testimone rivela alla corte di aver udito da Lord Fenton del precedente episodio di violenza di Rossella, facendo pendere ulteriormente la corte a sfavore dell'imputata. Durante la notte Mary fugge dall'ospedale e si rifugia in una chiesa per pregare. Il giorno del verdetto la giuria ritiene l'imputata colpevole e il giudice la condanna alla pena di morte tramite impiccagione, in aula è presente in anonimato anche Mary. Rossella sviene dopo la lettura della sentenza ma Mary si alza e confessa alla giuria e al giudice il suo crimine rendendo Rossella libera e venendo imprigionata al suo posto, tuttavia Rhett e Rossella si assicurano che l'avvocato difenda anche la povera Mary che però viene condannata lo stesso alla pena capitale.
Rossella e Rhett tornano in Irlanda, e Rhett può finalmente abbracciare la figlia Katie che sta dormendo. I due trascorrono la notte ai due estremi del gigantesco letto della stanza di Rossella e il giorno successivo partecipano insieme ad un ballo nel paese. La sera Rhett legge una fiaba alla figlia e la fa addormentare, poi a tavola Rossella gli chiede di risposarla e lui in risposta la bacia appassionatamente, poi la prende in braccio e la porta nella stanza da letto. Qualche tempo dopo Rossella, Rhett e Katie camminano per le colline irlandesi e decidono di lasciare l'Irlanda e di non tornare a Charleston, ma di girare il mondo.

## Produzione
Nel 1991, il produttore statunitense Robert Halmi Sr., presidente della RHI Entertainment, poi Hallmark Entertainment, acquistò i diritti del romanzo di Alexandra Ripley per 9 milioni di dollari. Dopo l'accordo di co-produzione con la tedesca Beta Film, l'italiana Silvio Berlusconi Communications e la francese TF1, iniziò la costosa produzione della miniserie con un budget di oltre 40 milioni di dollari.

### Cast
Per l'ambitissimo ruolo di Rossella O'Hara, al tempo di Vivien Leigh, vennero fatti provini in tutto il mondo. Dopo mesi di ricerche venne scelta tra migliaia di candidate, tra cui anche l'Italiana Yvonne Sciò, l'attrice britannica Joanne Whalley-Kilmer, moglie di Val Kilmer e conosciuta per film come Willow e Scandal - Il caso Profumo. L'attrice, una volta confermata la sua partecipazione, ha dichiarato:
"Lì per lì ho pensato che volessero fare un remake di 'Via col vento' e mi sembrò una follia. Poi mi spiegarono che si trattava invece di una storia nuova, ambientata in posti nuovi, non una copia nella quale il fantasma di Vivien Leigh mi avrebbe dato la caccia! Avevo visto 'Via col vento' varie volte in passato, ma mi rifiutai di rivederlo prima delle riprese, per evitare di farmi influenzare, e per sentirmi libera di pensare più a quello che i personaggi stavano facendo, e meno a quello che avevano fatto".
Timothy Dalton, famoso James Bond nei due film di John Glen 007 - Zona pericolo e 007 - Vendetta privata, venne invece scelto per scontrarsi con l'iconico Clark Gable nella parte dello scaltro ma affascinante Rhett Butler. L'attore aveva inizialmente rifiutato, ma dopo aver letto la sceneggiatura si rese conto dell'importanza del soggetto, e accettò. A tal proposito, ha dichiarato:
"Dissi al mio agente di rifiutare. Chi mai avrebbe voluto competere con Clark Gable? È pura follia! Ma poi ci ho ripensato, e leggendo la sceneggiatura mi sono accorto di quanto la storia fosse accattivante, una vera soap-opera, bollente al punto giusto. E io adoro le sfide".
A completare il cast, Stephen Collins nel ruolo di Ashley, al tempo Leslie Howard, Sean Bean in quello di Lord Fenton, nuovo spasimante di Rossella, John Gielgud nella parte di Pierre Robillard e Ann-Margret in quella della prostituta Bella Watling.

### Location
Le riprese si sono svolte in oltre 53 location, a partire dalla Gran Bretagna, a Londra, per poi spostarsi in Irlanda e nella Carolina del Sud, negli Stati Uniti.

## Distribuzione

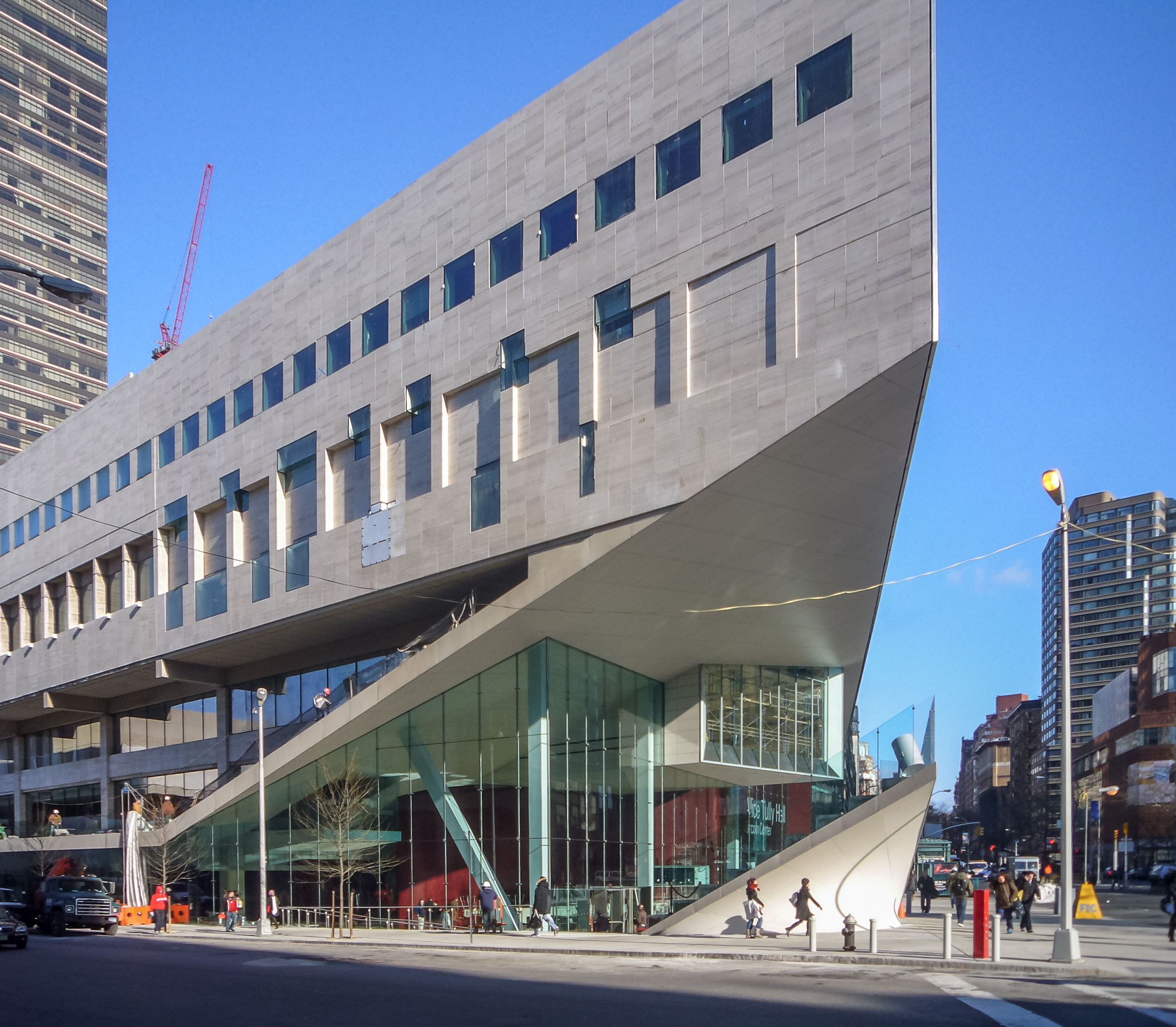
LAlice Tully Hall a Lincoln Center, New York, sede della presentazione mondiale della miniserie nel 1994

La miniserie è stata presentata in anteprima mondiale a New York, all'Alice Tully Hall del Lincoln Center, il 3 novembre 1994. Al gala organizzato per la presentazione, pochi degli ospiti invitati, tra cui Paul Newman, Jane Fonda e Kevin Costner, si presentarono, e quelli intervenuti trovarono la prima puntata della miniserie deludente e decisamente lontana dalle indimenticabili performance di Vivien Leigh e Clark Gable. Persino alcuni rappresentanti della CBS, la rete destinata a trasmettere la miniserie, si mostrarono perplessi e poco soddisfatti del risultato finale.

### All'estero
Nonostante le violente critiche e il pessimismo generale, Rossella, trasmessa dalla CBS il 13, 15, 16 e 17 novembre 1994, ebbe buoni risultati d'ascolto, guadagnando il 28% di share e oltre 17 milioni di telespettatori. Tuttavia non ripagò le aspettative, che si prefiggevano un successo maggiore. La ragione principale dell'insuccesso venne attribuita allo "scarso appeal che il prodotto aveva sui telespettatori di sesso maschile, trattandosi di una storia prettamente al femminile".

### In Italia
La miniserie è stata trasmessa in Italia il 13, 14, 21 e 28 novembre 1994 in prima serata su Canale 5. La prima puntata, che costrinse Alberto Castagna a sospendere per una sera il programma di punta della rete Stranamore, registrò ascolti affini a quelli ottenuti in America, con il 27% di share e poco più di 7 milioni di telespettatori.
La delusione per il mancato successo si concretizzò nelle recensioni pubblicate nei giorni successivi: Castagna ribadì la mancanza di carisma dei due protagonisti, e l'impossibilità di avvicinarsi anche solo di poco all'originale. La psicologa Vera Slepoj, all'epoca presidente della Federazione psicologi italiani, attribuì lo scarso interesse al modello femminile attempato rappresentato da Rossella, mentre la scrittrice Fernanda Pivano si disse delusa dalla mercificazione del film originale, ormai parte dell'epopea popolare. Liala, autrice di romanzi rosa, fu invece una delle poche ad aver apprezzato la miniserie, per lei all'altezza del film di Victor Fleming.

## Curiosità
Per competere con le aspettative di Rossella, e sfruttare la momentanea notorietà del personaggio, il 7 novembre 1994 la rete NBC trasmise in prima visione il film televisivo L'amore travolgente di Margaret Mitchell, con Shannen Doherty e Dale Midkiff, che ripercorreva la vita di Margaret Mitchell, autrice di Via col vento, dall'infanzia al successo editoriale del 1936.